# Bathythrix prominens
Bathythrix prominens är en stekelart som först beskrevs av Gabriel Strobl 1901.  Bathythrix prominens ingår i släktet Bathythrix och familjen brokparasitsteklar. Arten är reproducerande i Sverige. Inga underarter finns listade.